# Торпас

Торпас — река в России, протекает в Буйском районе Костромской области. Устье реки находится в 201 км по правому берегу реки Кострома. Длина реки составляет 15 км, площадь водосборного бассейна 28,8 км².
Исток реки находится в южной части Печенгского болота на границе с Вологодской областью. Река течёт на юго-восток по ненаселённому лесу. Впадает в Кострому выше деревни Печенга.

## Данные водного реестра
По данным государственного водного реестра России относится к Верхневолжскому бассейновому округу, водохозяйственный участок реки — Кострома от истока до водомерного поста у деревни Исады, речной подбассейн реки — Волга ниже Рыбинского водохранилища до впадения Оки. Речной бассейн реки — (Верхняя) Волга до Куйбышевского водохранилища (без бассейна Оки).
По данным геоинформационной системы водохозяйственного районирования территории РФ, подготовленной Федеральным агентством водных ресурсов:
- Код водного объекта в государственном водном реестре — 08010300112110000012014
- Код по гидрологической изученности (ГИ) — 110001201
- Код бассейна — 08.01.03.001
- Номер тома по ГИ — 10
- Выпуск по ГИ — 0